# Cuvântul liber (Târgu Mureș)
Cuvântul liber este un cotidian din Târgu Mureș, înființat în 22 spre 23 decembrie 1989. 

## Istoric
În primul număr al gazetei au semnat articole următorii mureșeni: Lazăr Lădariu, Mihai Bocai, Mariana Florea-Cristescu, Ioan Husar, Doru Mureșan, Ion Ciurdaru, Atanasie Popa, Melian Baldeanu, Mihai Bardasanu, Mihai Suciu, Ștefan Nekanicki, Constantin Croitoru, Petre Giurgiu, Vasile Orza, Ioan Cismaș, Mihai Sin. În perioada conflictului interetnic din 1990 articolele manipulante a cotidianului au căuzat izbucniri sângeroase și au gravat conviețuirea interetnică.